# 陈绍平 (1964年)
陈绍平（1964年12月—），中华人民共和国政治人物、全国脱贫攻坚先进个人。

## 生平
陈绍平任玉林市福绵区沙田镇六龙村党支部书记助理。因在脱贫攻坚战中作出突出贡献，2021年2月25日全国脱贫攻坚总结表彰大会上，陈绍平被授予“全国脱贫攻坚先进个人”。